# ابرهة بن صباح
ابرهه بن صباح حبشی حاکم یمن در قرن ششم میلادی از طرف پادشاه حبشه بود. او فردی حبشی است که گفته می‌شود ابرهه لفظ حبشی ابراهیم یا ابراهام است. کنیه وی «أبویکسوم» و به علت جراحت بینی اش در جنگی که با اریاط در یمن نمود به «اَشرَم» نیز معروف می‌باشد.
ابرهه یک دختر به نام ضریبه داشت که همسر ذوالکلاع بن ناکور بود که در زمان رسالت محمد بن عبدالله پیامبر اسلام به همراه همسرش مسلمان شد.

## تاریخچه
ذونواس از مرشدین تصوف نصرانی و از مریدان صوفی رئیس حبشا، که در یمن در صومعه یا خانقاه تصوف و پیروان حاتم طاعی پس از ساخت پرستشگاه در محل مقبره حاتم طاعی و اعتراض اعراب یهودی و مسیحی به این موضوع علیه معترضان جنگی برپا کرد. ابرهه را که از تندروهای مسیحیت صوفیانی و از ستایش کنندگان حاتم طاعی از مریدان حاکم حبشا [[جیثن بر یمن حاکم گردانید که پس از چندی ابرهه ادعای استقلال کرد. سلسله‌ای که او به وجود آورد تا زمان حمله ایرانیان دوام داشت. طبیعتاً ابرهه و جانشینان او کوشش داشتند پاسداری بیابان‌ها و مراقبت راه‌های تجاری و قوافل را که پیوسته در دست بدویان بوده خود به عهده بگیرند. این امر خود به خود اعراب صحرا را از حکومت مقتدرانه ابرهه روگردان می‌کرد. در جنگی که در سال ۵۴۰م میان انوشیروان و روم رخ داد، دولت روم سعی کرد ابرهه را ضد ایران برانگیزد. اما ابرهه به بیطرفی تمایل داشت. ولی بعدها ناچار شد که به طرف ایران لشکرکشی کند، اما از نیمه راه بازگشت. برخی این لشکرکشی نیمه کاره را حمله معروف ابرهه به مکه می‌دانند. .

## ابرهه در میان اعراب
طبق حکایت قرآن، ابرهه زمانی که مشاهده کرد که اقوام مختلف برای حج به کعبه می‌روند و از این راه سود و اموال سرشاری نصیب قوم عرب بخصوص قریش می‌شود، معبدی بزرگ در صنعا بنا کرد و درصدد برآمد که حج‌گزاران را بسوی آن معبد متوجه گرداند. مردی از کنانه از این تصمیم ابرهه باخبر شد، و شبانه وارد آن معبد شد، و آستانه درب ورودی آن را با سرگین آلوده کرد. ابرهه از این ماجرا باخبر شد، و آتش خشمش شعله‌ور گردید. لشکری جرار، عبارت از شصت هزار سرباز و چندین فیل، به راه انداخت و به مقصد کعبه به راه افتاد، و عزم جزم کرد که خانه کعبه را ویران گرداند. برای خود نیز بزرگ‌ترین فیل را برگزید.
در لشکر ابرهه ۹ یا ۱۳ فیل بود. به راه خویش ادامه داد تا وقتی که به مغمس رسید. در آنجا لشگریان خود را آماده حمله کرد، و فیل خویش را نیز آماده ساخت و سوار شد، و آماده شد تا وارد مکه شود. وقتی به وادی محسر، فی‌مابین مزدلفه و منا، رسید، فیل بر زمین نشست، و از جای برنخاست تا بسوی کعبه برود. هم اینکه روی او را به طرف جنوب یا به طرف شمال یا به طرف مشرق می‌گردانیدند، از جای برمی‌خاست و هروله کنان به راه می‌افتاد؛ اما، بلافاصله، وقتی که او را به طرف کعبه می‌گردانیدند، بر زمین می‌نشست. در همان اثنا که در چنین وضعیتی بسر می‌بردند، خداوند متعال «ابابیل» را بالای سر آنان فرستاد، و آن پرندگان با سنگریزه‌های سجیل لشگریان ابرهه را نشانه گرفتند؛ و آن‌ها همه را مانند کاه خرد شده و نیم خورده بر زمین ریختند. پرندگان جثه‌هایی به اندازه پرستو چلچله داشتند.
هر یک از آن پرندگان سه سنگریزه در اختیار داشت؛ یکی به منقار، و دو تا در میان انگشتان پاهایش. سنگریزه‌ها به اندازه دانه‌های نخود بودند. همینکه هر یک از آن سنگریزه‌ها به یکی از لشگریان ابرهه اصابت می‌کرد، اعضای او را متلاشی می‌کرد، و هلاکش می‌ساخت. سنگریزه‌ها به همه آنان اصابت نکرد. پس بازماندگان پای به فرار گذاشتند، و چون امواج دریا در یکدیگر فرورفتند. در راه و بیراهه یکی پس از دیگری از مرکبشان بر زمین می‌افتادند، و بر سر هر آبشخوری در میان راه، چند تن از آنان بر زمین می‌افتادند و از میان می‌رفتند. خود ابرهه را نیز، خداوند متعال بر او دردی بی‌درمان مسلط گردانید که بر اثر آن انگشتانش بندبند جدا می‌شدند و می‌افتادند. وقتی به صنعا رسید، از شدت لاغری و نزاری همچون جوجه‌ای پرکنده شده بود. دیری نپایید که سینه‌اش نیز برشکافت و قلبش از قفسه سینه بیرون افتاد و در گذشت.

### واکنش قریش
افراد قبیله قریش، زن و مرد و کوچک و بزرگ، در شکافهای کوه‌ها و دره‌ها سرپناه گرفته بودند، و از ترس جانشان در برابر لشکر ابرهه، به قله‌های کوه پناه برده بودند. وقتی ماجرای ابابیل بر سر لشکر ابرهه آمد، در کمال امنیت به خانه‌هایشان بازگشتند. این ماجرا در ماه محرم، پنجاه- یا حداکثر پنجاه و پنج- روز پیش از میلاد محمد بن عبدالله روی داد. وقوع این واقعه، برابر بود با اواخر فوریه یا اوائل مارس ۵۷۱ میلادی.

## درستی تاریخی
به نظر سعید نفیسی شاعر و نویسنده ایرانی، ماجرای حمله ابرهه به کعبه برگرفته از تسخیر یمن به دست ایرانیان در زمان خسرو انوشیروان دادگر است هرچند که او برای این موضوع هیچ سند و مدرکی ارائه نمی‌کند و صرفاً تصور بر این دارد که این ماجرا از لحاظ تاریخی منطقی تر بنظر می‌رسد، هر چند که فرض او پیشتر توسط تاریخدانان بنامی همچون هانری کربن به علت عدم هماهنگی و زمانبندی مناسب تاریخی رد شده‌است، تاریخنگاران برای رد فرضیه نفیسی به این استناد می‌کنند که سوره فیل، سوره ای مکی است و اگر فرض نفیسی صحیح بود، بزرگان مشرکان مکه که در زمان حمله ابرهه زنده بودند، می‌توانستند به سادگی به سوره فیل ایراد وارد کنند و با استناد به این حقیقت فرضی، پیامبر اسلام را به دروغگویی و شیادی متهم کنند، اما حتی یک سند تاریخی وجود ندارد که ادعا کند، بزرگان مکه به سوره فیل از لحاظ تاریخی ایرادی وارد کرده باشند. نفیسی عقیده دارد در زمان پادشاهی انوشیروان شاهزاده‌ای از خاندان پادشاهی حمیر به دربار ایران پناهنده شده و ماجرای تسخیر سرزمین یمن به دست ابرهه را به برای او بازگو می‌کند. حبشه‌ای‌ها (اتیوپی) در آن زمان مسیحی بودند و کلیساهایی نیز از زمان پادشاهی آن‌ها در صنعا به جا مانده‌است. در هر صورت خسرو نیز از پناهنده شدن شاهزادهٔ مزبور استفاده کرد و وهریز نامی را با قشونی برای تصرف یمن فرستاد. این سردار در سال ۵۷۶ میلادی از راه خلیج فارس به یمن رفت و عدن را تصرف و حبشی‌ها را از یمن اخراج کرد و سلطنت خانوادهٔ حمیر را در یمن برقرار نمود. پادشاهان حمیر از این به بعد دست نشاندهٔ ایران گشتند.
زمانی که وهریز یمن را ترک کرد، دوباره ابرهه به یمن یورش برد و بر آنجا مسلط شد. (اسنادی از جنوب عربستان پیدا شده که پیروزی ابرهه را جشن می‌گرفتند) خسرو دوباره وهریز را با سپاهی به یمن فرستاد و حبشه‌ای‌ها را برای همیشه از آنجا بیرون راند و خود نیز آنجا ماند و پس از آن فرزندانش در یمن به آزادزادگان (بنی‌الاحرار) معروف شدند.